# Крівченко Сергій Федорович
Сергі́й Фе́дорович Крі́вченко (14 грудня 1984 — 21 листопада 2014) — старший солдат Збройних сил України.

## Життєпис
Закінчив школу, ПТУ, в Кременчуці здобув професію водія. Пройшов строкову службу в лавах ЗСУ, старший солдат. По демобілізації працював у ПСП «Колос», згодом — у ДСО «Титан», ТОВ «Світ-Олія», також водієм-далекобійником.
Мобілізований 4 серпня 2014-го. На бронежилет Сергію збирали кошти всім селом. Старший водій, 92-га окрема механізована бригада.
Охороняв блокпост біля мосту. Загинув 21 листопада 2014-го біля міста Щастя, підірвавшись на протипіхотній міні. Осколком перебило артерію, помер дорогою до лікарні. Як повідомив прес-центр АТО, за кілометр від міста Щастя зафіксовано вибух протипіхотної міни. Двоє бійців загинуло, ще один дістав численні поранення.
Без Сергія лишились дружина, 4-річна донька.
26 листопада 2014-го похований у селі Максимівка, проводжали в останню дорогу майже всім селом.

## Нагороди та вшанування
За особисту мужність і героїзм, виявлені у захисті державного суверенітету та територіальної цілісності України, вірність військовій присязі під час російсько-української війни, відзначений — нагороджений
- орденом «За мужність» III ступеня (посмертно)
- відзнакою Полтавської обласної ради «За вірність народу України» І ступеня (посмертно).